# Jens Kipper

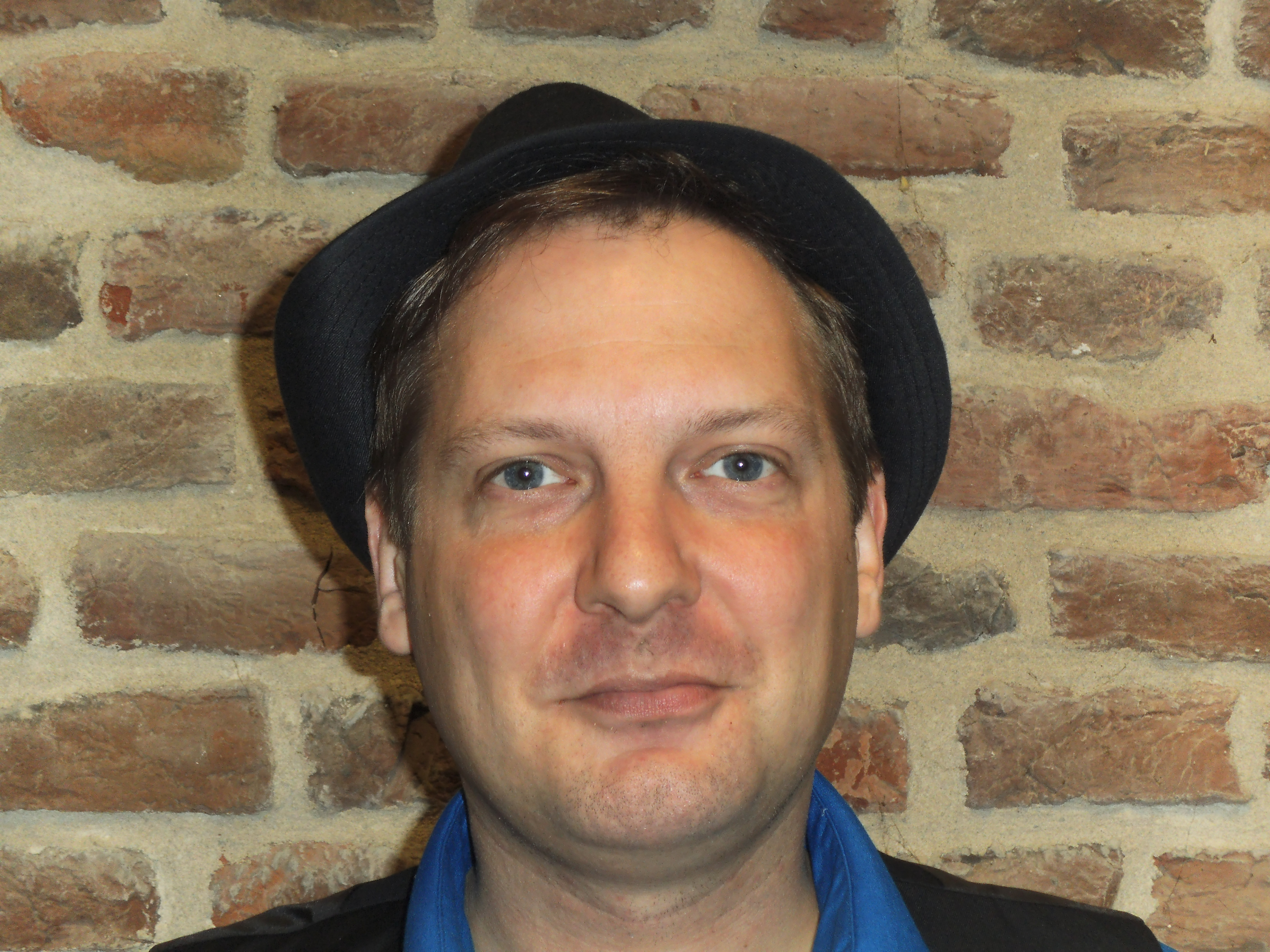
Jens Kipper (2014)

Jens Kipper (* 14. November 1975 in Krefeld) ist ein deutscher Schauspieler und Regisseur.

## Karriere

### Schauspieler
Seine Schauspielausbildung absolvierte Jens Kipper von 2000 bis 2004 im Schauspiel Zentrum Köln, dem späteren Deutschen Zentrum für Schauspiel und Film von Arved Birnbaum und hatte dort unter anderem Unterricht in Camera Acting von Mark Zak.
Jens Kipper hatte Theaterengagements in Berlin (HAU 3), Bielefeld (Stadttheater), Dortmund (Theater Dortmund), Düsseldorf (Capitol Theater, Komödie, zakk), Köln (artheater), Freies Werkstatt Theater), Meerbusch (theatertill), Mönchengladbach (Red Box), München (Muffathalle), Neuss (Theater am Schlachthof) und Oberhausen (Ebertbad, Theater an der Nieburg).
Am Theater am Schlachthof spielte er zum Beispiel 2008 den Elvis in Kochen mit Elvis von Lee Hall unter der Regie von Christian Fuchs sowie 2009 den Hermann in Die Ehe der Maria Braun unter der Regie von Michael Hewel und im selben Jahr einen Cosy Warrior in So machens alle – Cosi fan Tutte, einer Rockinszenierung von Michael Hewel. Von 2008 bis 2020 gehörte er zum festen Ensemble der STUNK-Kabarettshow in den Düsseldorfer Spielstätten zakk und Capitol Theater. Unter der Regie von Gerburg Jahnke spielte er im Ebertbad in Oberhausen 2014 bis 2017 den Dr. Benner in Dumm gelaufen und 2019 den Fenneberg in Pommes, ebenfalls unter Gerburg Janke spielte er 2019 den Bernhard in Als Oma den Huren noch Taubensuppe kochte. Am Stadttheater Bielefeld war er 2016 und 2017 im Musical Hochzeit mit Hindernissen zu sehen. 2019 und 2020 spielte er den Yorgos in der Revue Wir sind Borussia in der Red Box, einer Veranstaltungsfläche in Mönchengladbach.

### Regisseur
Jens Kipper ist sowohl Theaterregisseur als auch Regisseur mehrerer Kurzfilme. Sein Kurzfilm Nichts zu sagen wurde 2014 auf dem Berliner Kurzfilmfestival ContraVision gezeigt. Der Kurzfilm Asynchron aus dem Jahr 2019, bei dem er gemeinsam mit Robin Schüllenbach Regie führte und auch als Schauspieler zu sehen war, gewann mehrere Preise.
Sein erstes Theaterstück als Regisseur war „Emil und die Detektive“ im Neusser Theater am Schlachthof. Es folgten unter anderem Regiearbeiten wie „Frauen am Rande des Nervenzusammenbruchs“ von Michael Hewel, „Welche Droge passt zu mir“ von Kai Hensel und „Club der toten Dichter“ von Martin Maier-Bode, alle im Theater am Schlachthof in Neuss, sowie „And Björk of course“ von Thorvaldur Thorsteinsson im Arkadaş Theater in Köln und am Theater am Schlachthof in Neuss.

## Filmografie (Auswahl)
- 2000: Rote Glut, Regie: Mark Schlichter
- 2005: Spielgefährten – Freund fürs Leben, Regie: Matthias Heuser
- 2012: Der Fall Jakob von Metzler, Regie: Stephan Wagner
- 2012: Lösegeld, Regie: Stephan Wagner
- ab 2013: Tatort (Fernsehreihe):
  - 2013: Scheinwelten, Regie: Andreas Herzog
  - 2019: Spieglein, Spieglein, Regie: Matthias Tiefenbacher
  - 2020: Monster, Regie: Torsten C. Fischer
  - 2020: Gefangen, Regie: Isabel Prahl
- 2013: Mord in Eberswalde, Regie: Stephan Wagner
- 2013: Der Bulle und das Landei – Ich sehe was, was du nicht siehst und das ist … tot (Fernsehreihe), Regie: Josh Broecker
- 2014: Einmal Bauernhof und zurück, Regie: Olaf Kreinsen
- 2014: Mord mit Aussicht (Fernsehserie, Folge Einer muss singen), Regie: Kaspar Heidelbach
- 2015: Club der roten Bänder (Fernsehserie, 6 Folgen). Das Ensemble erhielt 2016 den Deutschen Schauspielerpreis für die erste Staffel.
- 2015: Das Kloster bleibt im Dorf, Regie: Walter Weber
- 2015: Lindenstraße (Fernsehserie, Folge Endlich Gewissheit), Regie Kerstin Ahlrichs
- 2016: Fritz Lang – Der andere in uns, Regie: Gordian Maugg
- 2016: Marie Brand und die Schatten der Vergangenheit (Fernsehreihe), Regie: Andreas Linke
- 2016: Helen Dorn: Gefahr im Verzug (Fernsehreihe), Regie: Alexander Dierbach
- 2016: SOKO Wismar (Fernsehserie, Folge Der Legionär), Regie: Kerstin Ahlrichs
- 2017: Rentnercops (Fernsehserie, Folge Liebesspieler), Regie: Thomas Durchschlag
- 2017: Der Staatsanwalt (Fernsehserie, Folge Tyrannenmord), Regie: Johannes Grieser
- 2017: Heldt (Fernsehserie, Folge Besuch aus dem Jenseits), Regie: Heinz Dietz
- 2017: Wilsberg: Alle Jahre wieder (Fernsehserie), Regie: Dominic Müller
- 2018–2019: Freundinnen – Jetzt erst recht (Fernsehserie)
- 2019: Die Klempnerin (Fernsehserie), Regie: Michael Wenning
- 2020: SOKO Köln (Fernsehserie, Folge Enthüllung), Regie: Christoph Heininger
- 2020: Billy Kuckuck – Aber bitte mit Sahne!, Regie: Thomas Freundner
- 2020: In aller Freundschaft – Die jungen Ärzte (Fernsehserie, Folge Aus Liebe), Regie: Sebastian Klees
- 2020: Der Alte und die Nervensäge (Fernsehfilm), Regie: Uljana Havemann
- 2021: Marie Brand und die Leichen im Keller (Fernsehserie), Regie: Michael Zens
- 2021: Der Lehrer (Fernsehserie, Folge Ist das ’n Fetisch, oder muss ich mir Sorgen um dich machen?), Regie: Oliver Muth
- 2021: Faking Hitler (Fernsehserie, Folge 1.1), Regie: Wolfgang Groos und Tobi Baumann
- 2021: Kreuzfahrt ins Glück: Hochzeitsreise in die Toskana (Fernsehreihe), Regie: Eva Wolf
- 2021: Eine riskante Entscheidung, Regie: Elmar Fischer
- 2022: Ramstein – Das durchstoßene Herz, Regie: Kai Wessel
- 2023: Sterben ist auch keine Lösung (Fernsehfilm), Regie: Ingo Rasper
- 2023: Bettys Diagnose (Fernsehserie, Folge Helden und Vampire), Regie: Oliver Muth

## Theaterrollen (Auswahl)
- 2008: Elvis in „Kochen mit Elvis“ von Lee Hall. Regie: Christian Fuchs
- 2009: Hermann in „Die Ehe der Maria Braun“. Regie: Michael Hewel
- 2009: Cosy Warrior in “So machens alle – Cosi fan Tutte”. Regie: Michael Hewel
- 2011: Naftali in „Der Geschichtenerzähler“ von Svetlana Fourer nach Texten von Isaac Bashevis Singer. Regie: Svetlana Fourer
- 2011: Hutmacher in „Alice im Wunderland“ in der Textfassung von Dirk Schatner, Regie: Svetlana Fourer
- 2014: Dr. Benner in „Dumm gelaufen“. Regie: Gerburg Jahnke
- 2019: Fenneberg in „Pommes“. Regie: Gerburg Jahnke
- 2019: Bernhard in „Als Oma den Huren noch Taubensuppe kochte“. Regie: Gerburg Jahnke